# Raja miraletus
La Raya de espejos (Raja miraletus) es una especie de pez de la familia de los Rajidae en el orden de los Rajiformes.

## Morfología
Los machos pueden llegar a alcanzar los 63 cm de longitud total y las hembras 59,7

## Reproducción
Es ovíparo y las hembras ponen huevos envueltos en una cápsula córnea.

## Alimentación
Come animales bentónicos.

## Hábitat
Es un pez de mar y Clima subtropical (44 ° N-35 ° S) y demersal que vive entre 17–462 m de profundidad.

## Distribución geográfica
Se encuentra en el Atlántico oriental (desde el norte de Portugal hasta Sudáfrica, incluyendo Madeira), el Mediterráneo y el suroeste del Índico.

## Observaciones
Es inofensivo para los humanos.